# Guðjón Valur Sigurðsson
Guðjón Valur Sigurðsson (Reykjavík, Island, 8. kolovoza 1979.) je islandski rukometaš i nacionalni reprezentativac. Igrač nakon desetogodišnje klupske karijere u njemačkoj Bundesligi (Essen, Gummersbach i Rhein-Neckar Löwen) trenutno igra za danski AG København.

## Karijera

### Klupska karijera
Klupsku karijeru Sigurðsson je započeo u domaćem Akureyriju gdje je dva puta biran za rukometaša godine. Nakon toga 2001. godine potpisuje za njemački TUSEM Essen. S Essenom je 2005. osvojio Kup EHF, a iste godine prelazi u VfL Gummersbach s kojim je 2006. bio najbolji strijelac Bundeslige (264 pogotka). Također, u Gummersbachu ga je trenirao tadašnji islandski izbornik Alfreð Gíslason.
2008. godine Sigurðsson postaje član Rhein-Neckar Löwena u kojem je proveo tri godine, nakon čega napušta Bundesligu te potpisuje za danski AG København.

### Reprezentativna karijera
Tijekom Svjetskog prvenstva 2007. u Njemačkoj, Sigurðsson je bio najbolji strijelac prvenstva sa 66 pogodaka. Igrač je tada za reprezentaciju u prosjeku igrao 58,5 minuta po svakom susretu (od mogućih 60 minuta). Od većih reprezentativnih uspjeha koje je Guðjón Sigurðsson ostvario s Islandom to su olimpijsko srebro na OI 2008. u Pekingu te bronca na EP-u 2010. u Austriji.
Na Europskom prvenstvu u Srbiji 2012., Sigurðsson je uvršten u najbolju momčad turnira i to na poziciji lijevog krila.

## Vanjske poveznice
- Gudjon Valur Sigurdsson (en.Wiki)